# Pectinaria profunda
Pectinaria profunda är en ringmaskart som beskrevs av Maurice Caullery 1944. Pectinaria profunda ingår i släktet Pectinaria och familjen Pectinariidae. Inga underarter finns listade i Catalogue of Life.